# Gustav Adolf von Götzen

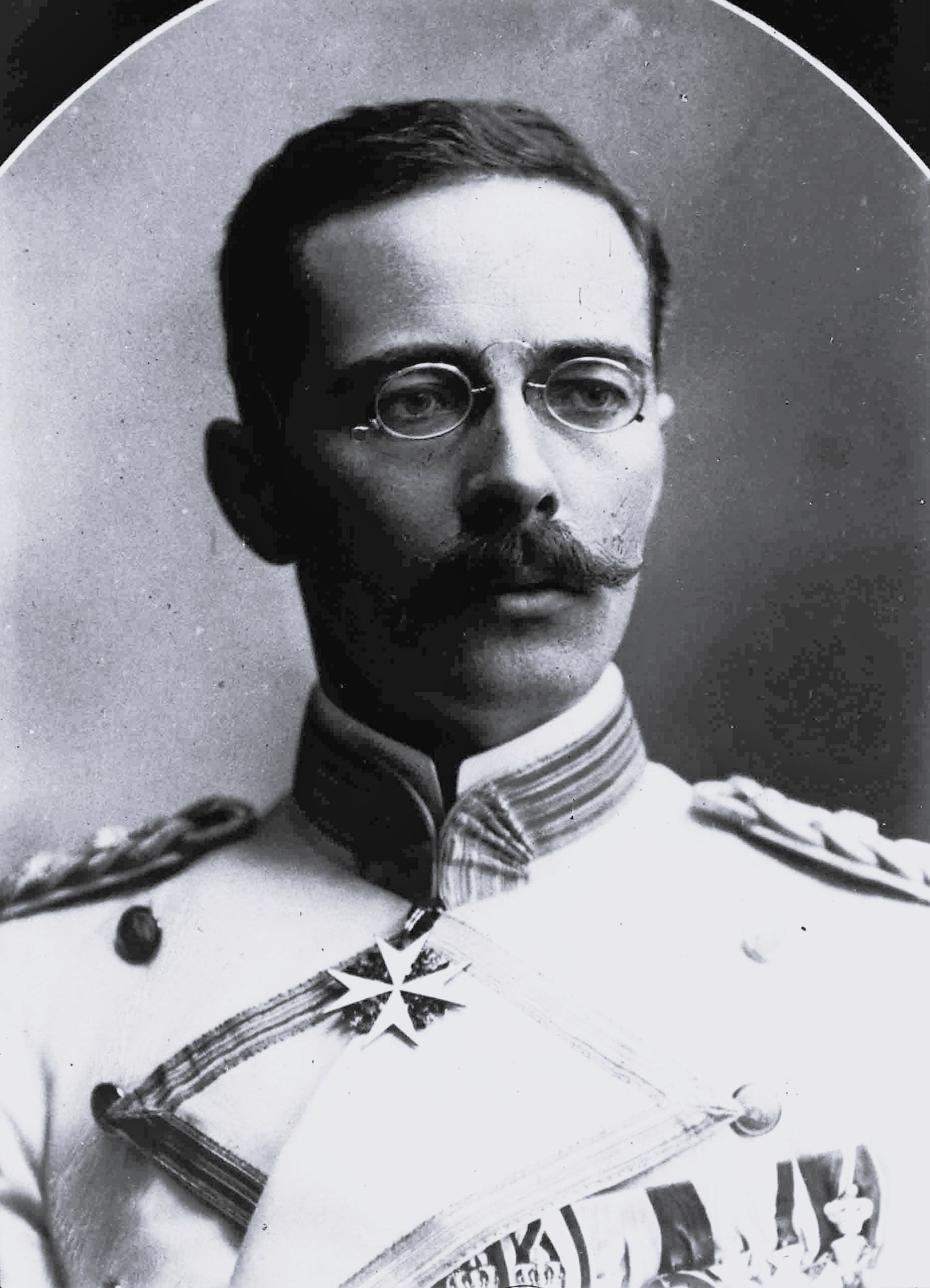
Gustav Adolf Graf von Götzen

Gustav Adolf Graf von Götzen (12 de Maio de 1866 — 2 de Dezembro de 1910) foi um explorador alemão e governador da África Oriental Alemã. Enquanto governava as possessões coloniais alemãs na África, foi responsável por sufocar a sangrenta Rebelião Maji Maji.

## Obras
- Durch Afrika von Ost nach West (Berlim, 1895)
- Deutsch-Ostafrika im Aufstand 1905/06 (Berlim, 1909)